# Christine Weckwerth
Christine Weckwerth (* 24. Dezember 1963 in Berlin) ist eine deutsche Philosophin. Sie gilt als Expertin in der Ludwig-Feuerbach-Forschung.

## Leben
Christine Weckwerth studierte von 1982 bis 1984 an der Hochschule für Ökonomie Berlin und wechselte nach Abbruch dieses Studiums zur Humboldt-Universität Berlin über, wo sie bis 1988 Philosophie weiterstudierte und 1993 zur Phänomenologie-Problematik bei Hegel promovierte. Seit Januar 1992 ist sie an der Berlin-Brandenburgischen Akademie der Wissenschaften tätig, wo sie im Forschungsvorhaben „Feuerbach-Gesamtausgabe“ zunächst den Nachlass von Ludwig Feuerbach bearbeitete und seit 2005 an der historisch-kritischen „Marx-Engels-Gesamtausgabe“ mitarbeitet. Sie ist wissenschaftliche Mitarbeiterin am Forschungsvorhaben „Marx-Engels-Gesamtausgabe“ der Berlin-Brandenburgischen Akademie der Wissenschaften. Der im Juli 2014 verstorbene Theaterregisseur  Manfred Wekwerth war ihr Vater.

## Veröffentlichungen (Auswahl)

### Monographien
- Metaphysik als Phänomenologie. Eine Studie zur Entstehung und Struktur der Hegelschen „Phänomenologie des Geistes“, Würzburg 2000.
- Ludwig Feuerbach zur Einführung, Hamburg 2002.

### Editionen
- Ludwig Feuerbach: Gesammelte Werke, hrsg. von der Berlin-Brandenburgischen Akademie der Wissenschaften durch W. Schuffenhauer, Bd. 13: Nachlaß I: Erlangen 1829–1832, bearb. von W. Schuffenhauer, Ch. Weckwerth u. a., Berlin 1999.
- Ludwig Feuerbach: Gesammelte Werke, hrsg. von der Berlin-Brandenburgischen Akademie der Wissenschaften durch W. Schuffenhauer, Bd. 14: Nachlaß II: Erlangen 1830–1832, bearb. von W. Schuffenhauer und Ch. Weckwerth, Berlin 2001.
- Marx-Engels-Gesamtausgabe. Abteilung I. Band 5. Karl Marx / Friedrich Engels: Deutsche Ideologie. Manuskripte und Drucke. Bearbeitet von Ulrich Pagel, Gerald Hubmann und Christine Weckwerth. Herausgegeben von der Internationalen Marx-Engels-Stiftung (IMES) Amsterdam. De Gruyter Akademie Forschung, Berlin / Boston 2017, ISBN 978-3-11-048577-6.
- Marx-Engels-Werke Bd. 2, Dietz Verlag, Berlin 1957, S. 3–223. (DEA Archiv)
- Marx-Engels-Gesamtausgabe (MEGA). I. Abteilung, Band 4. Karl Marx / Friedrich Engels: Werke, Artikel, Entwürfe. Ende August 1844 bis April 1846. Bearbeitet von Regina Roth und Christine Weckwerth. Herausgegeben von der Internationalen Marx-Engels-Stiftung (IMES), Amsterdam. De Gruyter Akademie Forschung, Berlin und Boston 2022, ISBN 978-3-11-068326-4.

### Aufsätze
- Der Mystiker und Philosophus Teutonicus Jacob Böhme im Spiegel des frühen Feuerbachschen Philosophierens, in: Ludwig Feuerbach und die Geschichte der Philosophie, hg. von W. Jaeschke und F. Tomasoni, Berlin 1998, S. 205–233.
- Hegel als Theoretiker der Differenz. Der pantheistisch-realistische Ausgang des jungen Feuerbach von Hegel, in: Ludwig Feuerbach und die Geschichte der Philosophie, hg. von W. Jaeschke und F. Tomasoni, Berlin 1998, S. 281–308.
- Anthropologie im Spannungsfeld zwischen Romantik und Vormärz, in: Romantik und Vormärz. Zur Archäologie literarischer Kommunikation in der ersten Hälfte des 19. Jahrhunderts, hg. von W. Bunzel, P. Stein und F. Vaßen, Bielefeld 2003, S. 87–107.
- Nachhegelsche Rekurse auf Jacobi. Feuerbachs anthropologische Aufhebung der Jacobischen Gefühlsphilosophie, in: W. Jaeschke/B. Sandkaulen (Hg.), Friedrich Heinrich Jacobi. Ein Wendepunkt der geistigen Bildung der Zeit (Studien zum achtzehnten Jahrhundert, Bd. 29), Hamburg 2004, S. 422–452.
- Zur anthropologischen Wendung des Hegelschen Phänomenologie-Konzepts, in: Hegels „Phänomenologie des Geistes“ heute, hg. von A. Arndt und E. Müller, Berlin 2004 (Deutsche Zeitschrift für Philosophie, Sonderbd. 8), S. 217–244.
- Arbeit oder gemeinschaftliche Praxis? Marx im Spiegel neuerer Rezeptionstendenzen, in: Deutsche Zeitschrift für Philosophie 56 (2008) 3, S. 435–450 (2008).
- Marx redivivus? Überlegungen zum kritischen und methodischen Gehalt der Marxschen Theorie, in: B. Bouvier/H. Schwaetzer u. a. (Hg.), Was bleibt? Karl Marx heute (Gesprächskreis Politik und Geschichte im Karl-Marx-Haus, H. 15), Trier 2009, S. 129–157.
- Die Leib-Thematik bei Feuerbach – von pantheistischer Leib-Seele-Einheit zur leiblich fundierten Interaktion und Kommunikation zwischen Ich und Du, in: M. Jeske/M. Koßler, Philosophie des Leibes. Die Anfänge bei Schopenhauer und Feuerbach, Würzburg 2012, 179–198.